# Ósikócsi no Micune
Ósikócsi no Micune (凡河内躬恒; Hepburn: Ōshikōchi no Mitsune; 898? – 922?) kora Heian-kori japán udvaronc és vakaköltő, az első császári versantológia, a Kokinsú négy összeállítójának egyike, a harminchat költőgéniusz (szandzsúrokkaszen) közé számít.
Barátja, Ki no Curajuki mellett a kor legnagyobb költőjének tartják. Több mint 190 költeménye került be a Kokinsúba és az azt követő gyűjteményekbe. Saját korpuszát Micunesúnak nevezik, ez különböző változatokban maradt fenn, a legteljesebb 482 versét tartalmazza, köztük kínai nyelvű versei is megtalálhatók, s nem egy olyan is, amely eredetileg paravánra készült (bjóbu-uta), illetve költészeti versenyen (uta-avasze), rögtönözve.
Leghíresebb, legtöbbet idézett (Kenneth Rexroth által is lefordított) költeménye a fehér zúzmara alá bújó fehér krizantémról (a 8. században Kínából honosított siragikuról) szóló, Muraszaki Sikibu korában azonban egy másik volt annyira közkedvelt, hogy a Gendzsi szerelmei-ben négyszer is utalnak rá:
Hiába bántja tavaszéj sötétje a szilvát,

színét elölheti, szirmai illatát soha.